# Kanał kablowy
Kanał kablowy (ang.  cable channel) - element służący do umieszczania w nim oprzewodowania, prowadzony nad ziemią lub w ziemi, w podłodze lub nad poziomem podłogi, otwarty, przewietrzany lub zamknięty. Posiada wymiary niepozwalające na wejście osób, lecz umożliwiające dostęp do rur instalacyjnych lub przewodów i kabli na całej swojej długości podczas montażu i eksploatacji.